# Extreme Rules (2012)
Extreme Rules (2012) là một sự kiện pay-per-view đấu vật chuyên nghiệp sản xuất bởi WWE, diễn ra vào ngày 29 tháng 4 năm 2012 tại Allstate Arena ở Rosemont, Illinois. Đây là sự kiện Extreme Rules thứ 4. Có 8 trận đấu diễn ra và 1 trận đấu ở pre-show được phát sóng trên YouTube. Sự kiện bao gồm trận đấu WWE đầu tiên của Brock Lesnar kể từ WrestleMania XX năm 2004.
Sự kiện pay-per-view nhận được nhiều đánh giá tích cực trên toàn thế giới, với sự kiện chính và hai trận tranh đai thế giới nhận được nhiều lời khen từ nhà phê bình và người hâm mộ. Sự kiện nhận được 263.000 lượt mua, tăng 25.8% so với 209.000 lượt mua cho sự kiện năm ngoái, trong khi sự kiện Extreme Rules tiếp theo 2013 nhận được 231.000 lượt mua, giảm 12.1%.

## Kết quả
| #                                                                                     | Kết quả | Thể loại                                                        | Thời gian |
| ------------------------------------------------------------------------------------- | --- | --------------------------------------------------------------- | --------- |
| 1P                                                                                    | Santino Marella (c) đánh bại The Miz                                                                                   | Đấu đơn tranh đai WWE United States Championship                | 5:00      |
| 2                                                                                     | Randy Orton đánh bại Kane                                                                                              | Falls Count Anywhere match                                      | 16:45     |
| 3                                                                                     | Brodus Clay (cùng với Cameron, Hornswoggle và Naomi) đánh bại Dolph Ziggler (cùng với Jack Swagger và Vickie Guerrero) | Đấu đơn                                                         | 4:17      |
| 4                                                                                     | Cody Rhodes đánh bại Big Show (c)                                                                                      | Tables match tranh đai WWE Intercontinental Championship        | 4:37      |
| 5                                                                                     | Sheamus (c) đánh bại Daniel Bryan 2–1                                                                                  | 2-out-of-3 Falls match tranh đai World Heavyweight Championship | 22:55     |
| 6                                                                                     | Ryback đánh bại Aaron Relic and Jay Hatton                                                                             | Handicap match                                                  | 1:51      |
| 7                                                                                     | CM Punk (c) đánh bại Chris Jericho                                                                                     | Chicago Street Fight tranh đai WWE Championship                 | 25:15     |
| 8                                                                                     | Layla đánh bại Nikki Bella (c) (cùng với Brie Bella)                                                                   | Đấu đơn tranh đai WWE Divas Championship                        | 2:45      |
| 9                                                                                     | John Cena đánh bại Brock Lesnar                                                                                        | Extreme Rules match                                             | 17:43     |
| - (c) – chỉ người vô địch bước vào trận đấu - P – chỉ trận đấu diễn ra trong pre-show | |                                                                 |           |

## Nhân sự trên màn ảnh khác
| Bình luận viên - Jerry Lawler - Michael Cole - Booker T - Matt Striker (Pre-show only) Người phỏng vấn - Matt Striker | Ring announcer - Justin Roberts (Raw) - Lilian Garcia (Smackdown) Trọng tài - Scott Armstrong - John Cone - Justin King - Mike Chioda - Chad Patton - Charles Robinson |